# Bataille d'Ulrichen (1419)
Pour l'article concernant la bataille d'Ulrichen de 1211, voir Bataille d'Ulrichen (1211).
La bataille d'Ulrichen opposèrent les Bernois et les Haut-Valaisans le 29 septembre 1419 près d'Ulrichen sur le territoire de la commune suisse d'Obergoms. Il s'agit de la deuxième bataille près du village d'Ulrichen, la première étant celle de 1211.

## Déroulement
Au début du XVe siècle, le Haut-Valais se trouve dans une période trouble avec l'influence de la famille de Rarogne. Guichard de Rarogne tente d'asseoir son pouvoir par divers moyens. Excédée, la population met un terme aux négociations avec Guichard. Ce dernier conclut une alliance avec les Bernois et malgré les appels au calme émanant des autres Confédérés, la plupart des territoires du Haut-Valais (les « Patriotes ») refusent les pourparlers avec la famille de Rarogne. 
Berne décide alors de lancer une première opération militaire via le col du Sanetsch. La ville de Sion est attaquée puis incendiée le 17 octobre 1418. Les attaques se poursuivent jusqu'en automne 1419, période à laquelle les Bernois décident d'attaquer sur deux fronts en passant le col du Sanetsch et le col du Grimsel. La tentative d'incursion par le Sanetsch est un échec. Les troupes passant par le Grimsel, à l'instar des hommes de Bertold V de Zähringen lors de la bataille de 1211, parviennent à atteindre la vallée de Conches mais sont vaincus à Ulrichen. 
Cette défaite marque la fin de l'influence de la famille de Rarogne et Guichard quitte le Valais.